# Traralgon Challenger
El  Traralgon Challenger  es un torneo de tenis celebrado en Traralgon, Australia desde el año 2013. El evento forma parte del ATP Challenger Tour y se juega en canchas duras.

## Finales anteriores

### Individuales
| Año      | Campeón                                        | Finalista                                      | Resultado                                      |
| -------- | ---------------------------------------------- | ---------------------------------------------- | ---------------------------------------------- |
| 2020–21  | Torneo cancelado debido a la pandemia COVID-19 | Torneo cancelado debido a la pandemia COVID-19 | Torneo cancelado debido a la pandemia COVID-19 |
| 2019     | Marc Polmans                                   | Andrew Harris                                  | 7–5, 6–3                                       |
| 2018     | Jordan Thompson                                | Yoshihito Nishioka                             | 6–3, 6–4                                       |
| 2017     | Jason Kubler                                   | Alex Bolt                                      | 2–6, 7–66, 7–63                                |
| 2016     | Jordan Thompson                                | Grega Žemlja                                   | 6-1, 6-2                                       |
| 2015     | Matthew Ebden                                  | Jordan Thompson                                | 7-5, 6-3                                       |
| 2014 (2) | John Millman                                   | James Ward                                     | 6-4, 6-1                                       |
| 2014 (1) | Bradley Klahn                                  | Jarmere Jenkins                                | 7-5, 6-1                                       |
| 2013     | Yuki Bhambri                                   | Bradley Klahn                                  | 6-713, 6-3, 6-4                                |

### Dobles
| Año      | Campeones                                      | Finalistas                                     | Resultados                                     |
| -------- | ---------------------------------------------- | ---------------------------------------------- | ---------------------------------------------- |
| 2020–21  | Torneo cancelado debido a la pandemia COVID-19 | Torneo cancelado debido a la pandemia COVID-19 | Torneo cancelado debido a la pandemia COVID-19 |
| 2019     | Max Purcell Luke Saville                       | Brydan Klein Scott Puodziunas                  | 6–72, 6–3, [10–4]                              |
| 2018     | Jeremy Beale Marc Polmans                      | Max Purcell Luke Saville                       | 6–2, 6–4                                       |
| 2017     | Alex Bolt Bradley Mousley                      | Evan King Nathan Pasha                         | 6–4, 6–2                                       |
| 2016     | Matt Reid John-Patrick Smith                   | Matthew Barton Matthew Ebden                   | 6-4, 6-4                                       |
| 2015     | Marinko Matosevic Dayne Kelly                  | Omar Jasika Bradley Mousley                    | 7-5, 6-2                                       |
| 2014 (2) | Brydan Klein Dane Propoggia                    | Marcus Daniell Artem Sitak                     | 7-66, 3-6, [10-6]                              |
| 2014 (1) | Brydan Klein Dane Propoggia                    | Jarmere Jenkins Mitchell Krueger               | 6-1, 1-6, [10-3]                               |
| 2013     | Ryan Agar Adam Feeney                          | Dane Propoggia Jose Rubin Statham              | 6-3, 6-4                                       |